# Trichosia obliquicapilli
Trichosia obliquicapilli är en tvåvingeart som beskrevs av Yang och Zhang 1995. Trichosia obliquicapilli ingår i släktet Trichosia och familjen sorgmyggor.
Artens utbredningsområde är Zhejiang (Kina). Inga underarter finns listade i Catalogue of Life.